# سیم کالاس
سیم کالاس (انگلیسی: Siim Kallas؛ زادهٔ ۲ اکتبر ۱۹۴۸) یک سیاستمدار اهل استونی است.
وی از نوامبر ۱۹۹۵ تا نوامبر ۱۹۹۶ وزیر امور خارجه و از ژانویه ۲۰۰۲ تا آوریل ۲۰۰۳ نخست‌وزیر استونی بوده است.
کالاس از سال ۲۰۰۴ تا ۲۰۱۰ میلادی کمیسر اروپا در امور اقتصادی و پولی، مه ۲۰۰۴ تا نوامبر ۲۰۰۴ کمیسر اروپا در امور اداری، حسابرسی و ضد تقلب و از سال ۲۰۱۰ تا ۲۰۱۴ میلادی کمیسر اروپا در امور حمل و نقل همچنین بوده است.